# Großfürstentum Siebenbürgen

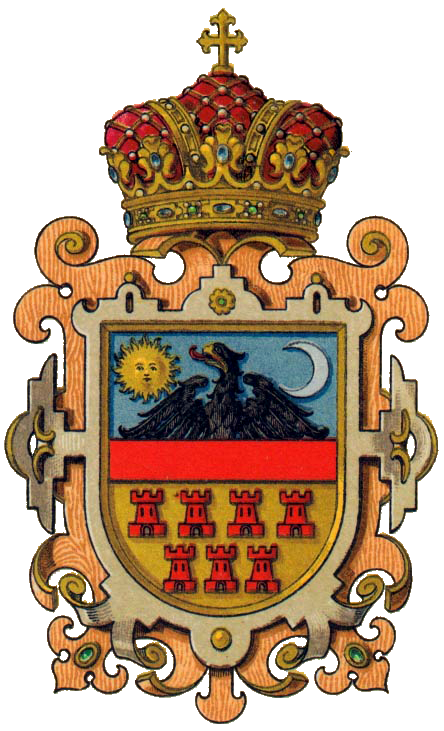
Wappen des Großfürstentums Siebenbürgen

Das Großfürstentum Siebenbürgen (ungarisch Erdélyi Nagyfejedelemség, rumänisch Marele Principat al Transilvaniei) war eine eingeschränkte Monarchie als Provinz bzw. Kronland des Habsburgerreiches. Es bestand von 1765 bis 1867 auf dem Gebiet der heutigen rumänischen Region Siebenbürgen.

## Geschichte

### Vorgeschichte

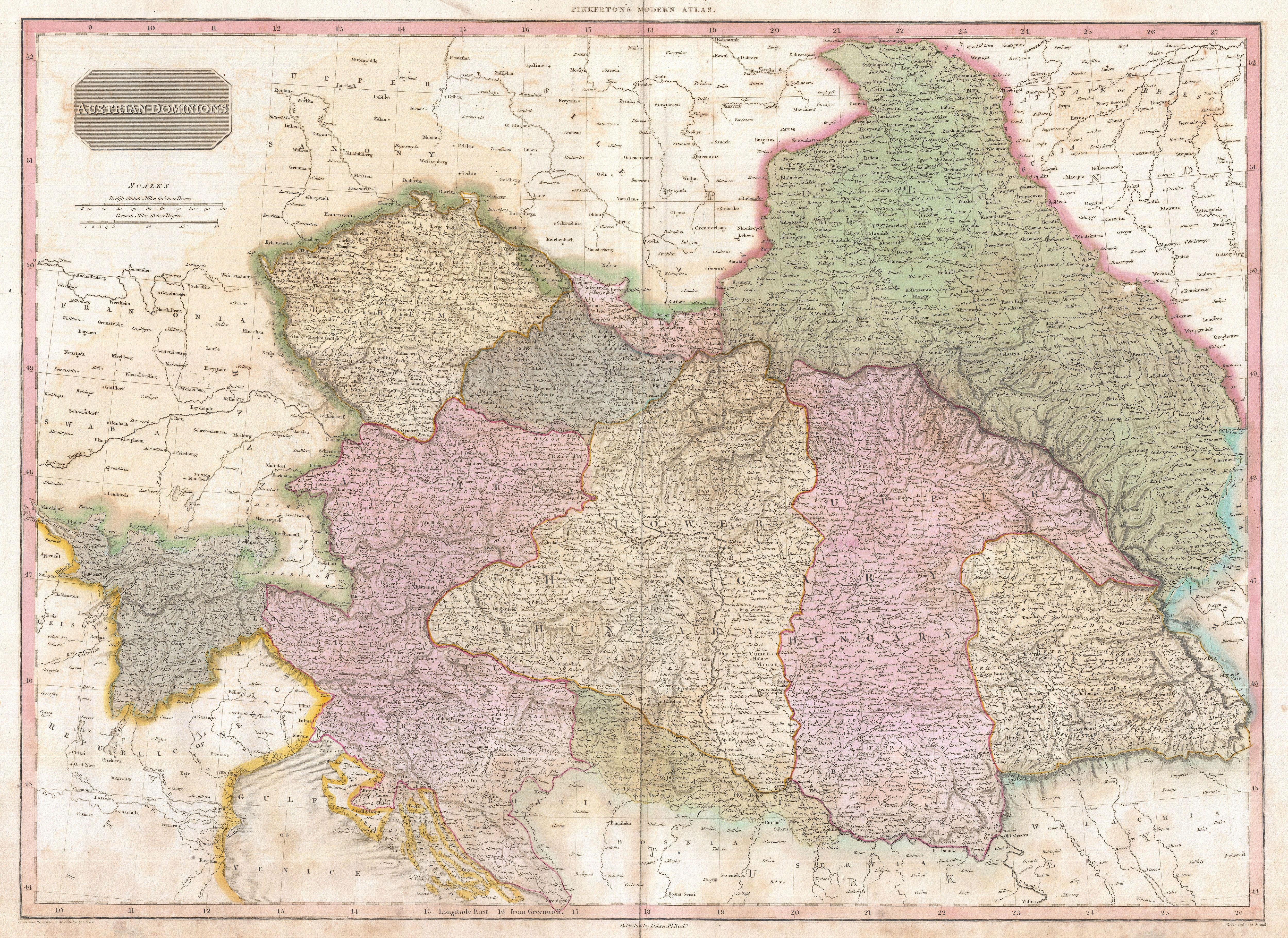
Das Großfürstentum Siebenbürgen als Teil der Habsburgischen Länder, Stand nach der 3. Polnischen Teilung (1795) und vor dem Frieden von Campo Formio (1797)

Im Großen Türkenkrieg hatten die Habsburger unter Kaiser Leopold I. das Fürstentum Siebenbürgen, einen Vasallen des osmanischen Reiches, besetzt und zwangen den Fürsten Michael I. Apafi, sein Reich unter die Oberherrschaft des Habsburgerreiches zu stellen. Von 1687 an war der Fürst von Siebenbürgen dem österreichischen Monarchen, der den Titel König von Ungarn trug, tributpflichtig. Nach dem Tod Michaels I. Apafi im Jahre 1690 verfügte Leopold mit dem Leopoldinischen Diplom, dass das siebenbürgische Gebiet mit der Habsburgermonarchie untrennbar assoziiert sei. Michaels Sohn und Erbe Prinz Michael II. Apafi verzichtete 1699 schließlich auf Siebenbürgen zugunsten Leopolds. Der Transfer zum Habsburgerreich wurde 1699 im Vertrag von Karlowitz zwischen der Heiligen Liga und dem Osmanischen Reich bestätigt.
Die Zugehörigkeit Siebenbürgens und Ungarns zum Habsburgerreich war in Teilen der dortigen Bevölkerung umstritten, und die Unzufriedenheit entlud sich 1703 in einem Aufstand des ungarischen Adeligen Franz II. Rákóczi, der 1711 niedergeschlagen wurde.
Im Frieden von Sathmar am 29. April 1711 zwischen den Habsburgern und den Aufständischen blieb Siebenbürgen Teil Österreichs, und es gelang der Wiener Regierung die Kontrolle über das Gebiet zu konsolidieren. Im selben Jahre wurde der Titel Fürst von Siebenbürgen durch einen Gubernator, der faktisch die Rolle eines Gouverneurs einnahm, ersetzt.
Ab 1734 war Siebenbürgen das Siedlungsgebiet der deutschsprachigen protestantischen Landler, die unter Karl VI. und Maria Theresia in der Zeit von 1734 bis 1756 aus den habsburgischen Erblanden deportiert wurden. Es war das einzige Gebiet des Reiches, wo der Protestantismus geduldet wurde.

### Gründung und Entwicklung bis 1867

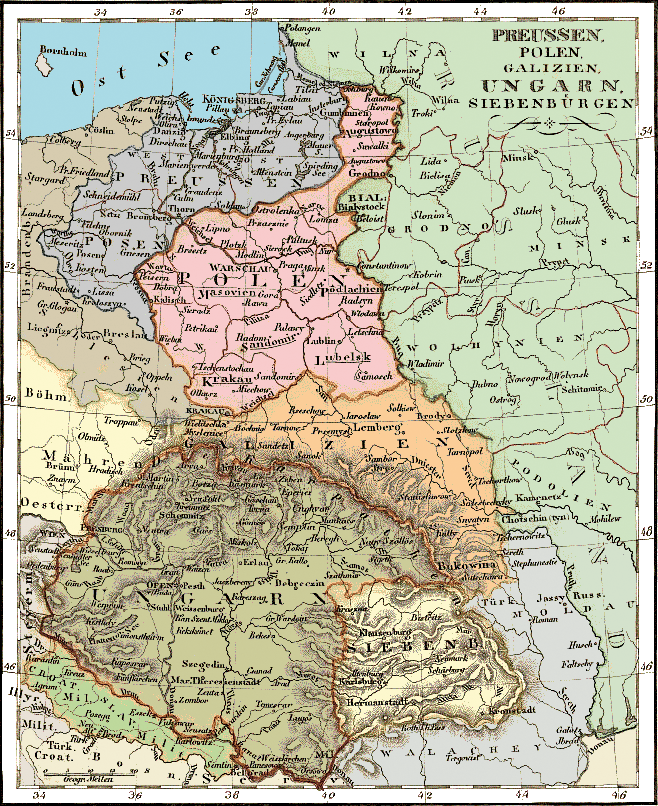
Siebenbürgen und Osteuropa, 1836

1765 wurde auf Initiative Maria Theresias und ihres Sohns Joseph II. das Großfürstentum Siebenbürgen proklamiert, das einen besonderen separaten Status innerhalb der Habsburgermonarchie hatte.
Die Mehrheit der Bevölkerung in Siebenbürgen zur Zeit des Großfürstentums war rumänisch. Viele der Rumänen arbeiteten als Bauern für ungarische Magnaten unter prekären Bedingungen. Forderungen nach politischer Gleichheit blieben auch nach dem Horea-Aufstand 1784 ohne Erfolg.
Während der liberalen Revolutionen von 1848 forderten die ungarischen Aufständischen während der Ungarischen Revolution die Wiedervereinigung Siebenbürgens mit dem Königreich Ungarn, standen damit aber im Gegensatz zur rumänischen Revolution, deren Anhänger unter der Führung von Avram Iancu sich für die Selbständigkeit Siebenbürgens und die Abschaffung der Leibeigenschaft einsetzten. Nachdem der ungarische Aufstand 1849 von Österreich und Russland niedergeschlagen worden war, blieb das Großfürstentum  mehrere Jahre lang unter Militärverwaltung und wurde in der Märzverfassung von Österreich als ein eigenes Kronland, das völlig unabhängig von Ungarn war, anerkannt.
Im Jahre 1853 wurde die siebenbürgische Militärgrenze, die seit 1762 existierte, aufgelöst und mit Siebenbürgen wieder vereinigt.
Im Jahre 1866 stimmte der aufgrund von Wahlrechtsänderungen von Magyaren dominierte Siebenbürgische Landtag in Klausenburg für die Zugehörigkeit des Großfürstentums zu Ungarn. Die Vereinigung wurde im Januar 1867 vollstreckt und mit dem anschließenden österreichisch-ungarischen Ausgleich bestätigt. Dadurch verloren Szekler und die Siebenbürger Sachsen ihren seit Jahrhunderten bestehenden autonomen Status und wurden zu Untertanen des Königs von Ungarn.

### Teil des Königreichs Ungarn in Österreich-Ungarn

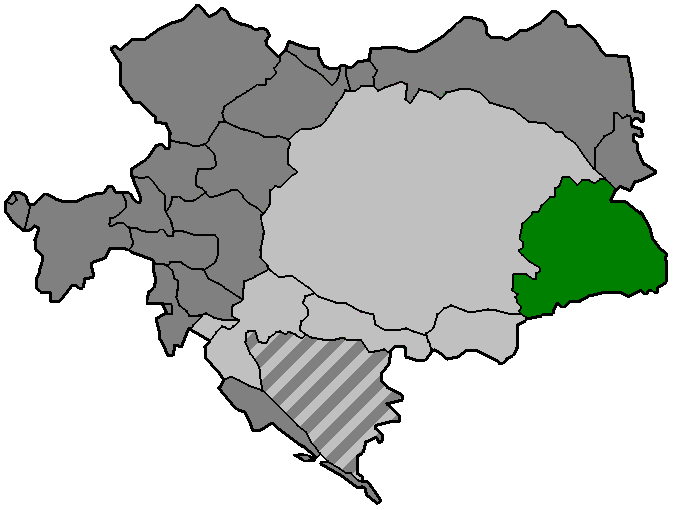
Siebenbürgen als Land der ungarischen Krone innerhalb Österreich-Ungarns

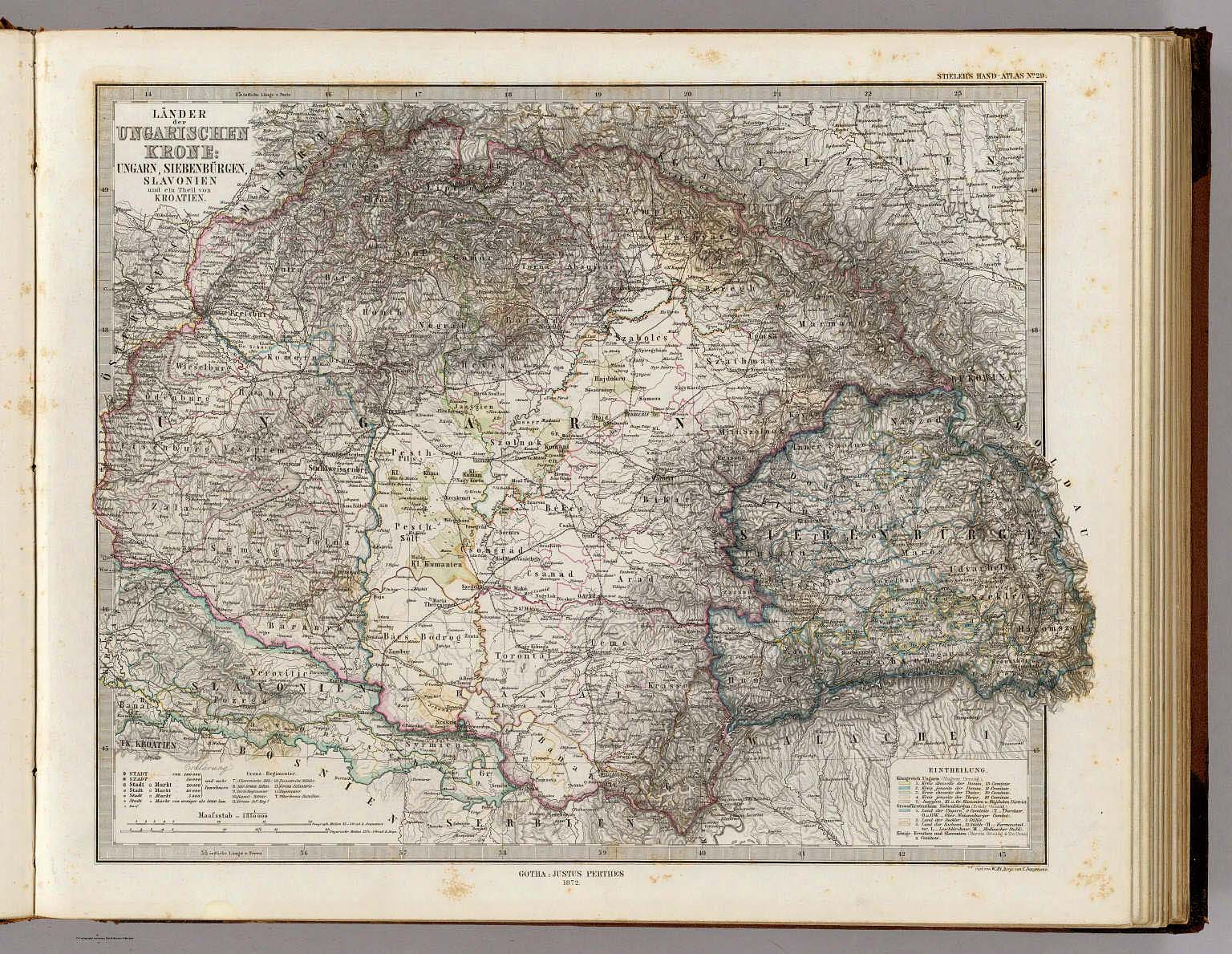
Königreich Ungarn, 1875

1868 wurden das Großfürstentum Siebenbürgen mit all seinen eigenstaatlich Institutionen (darunter der Landtag) endgültig aufgelöst. Das Parlament tagte ab jetzt in Budapest. Nach einer ersten Periode eher versöhnlicher Gesten, wie der Erlass eines liberalen, auf die Nationalitäten Ungarns abgestimmten, Schulgesetzes 1868 von Kulturminister József Eötvös, wurde die Nationalitätenpolitik Ungarns immer aggressiver und mündete in einer rücksichtslosen Magyarisierungspolitik. Diese Politik stärkte, entgegen den Erwartungen der königlichen Regierung in Budapest, die Identität der dort lebenden Rumänen, die sich begannen, in nationalen Verbände aller Art (Sport, Kunst, Kultur, Finanzwesen) zu organisieren. Die rumänische Seite verharrte bis 1902 im "passiven Widerstand" und bildete am Anfang des zwanzigsten Jahrhunderts auch eine entschlossene politische Elite, der Personen wie Iuliu Maniu und Alexandru Vaida-Voevod angehörten. Sie zwang die ungarische Regierung unter István Tisza mit den Rumänen zweimal (1910 und in 1913–1914) zu Verhandlungen über mehr Mitbestimmung und Autonomie der Region. Darüber hinaus sahen sich die Magyaren mit dem neu entstandenen Staat Rumänien (seit 1878 unabhängig und 1881 Königreich) konfrontiert. Dem Königreich wurden Ansprüche auf Siebenbürgen angelastet, auch wenn man nicht von einem echten Irredentismus sprechen konnte.
Im Gegensatz zu den Rumänen, schlossen die Siebenbürger Sachsen, die im Jahre 1876 ihre Privilegien verloren hatten, 1890 einen Kompromiss mit Budapest, leisteten aber Widerstand gegen die Magyarisierung.
Während der Zeit Österreich-Ungarns wurde Siebenbürgen zunehmend zum Gegenstand von Verhandlungen zwischen Österreich und Ungarn selbst und Österreich-Ungarns mit Rumänien. Die in den 1880er Jahren erstarkenden nationalistischen Bewegungen in Rumänien erhoben alle Ansprüche auf Siebenbürgen und betrachteten das Gebiet als „dritte rumänische Provinz“ (mit der Walachei und Moldau). Die Hoffnungen auf staatliche Unterstützung wurden mit dem Beitritt des Landes zum Dreibund zwischen Österreich-Ungarn, dem Deutschen Reich und Königreich Italien 1883 enttäuscht. Am Anfang des Ersten Weltkrieges schienen diese in Vergessenheit geratenen Hoffnungen zuerst kaum Unterstützung zu finden. Rumänien blieb neutral und begann mit beiden Seiten zu verhandeln und schloss sich am 17. August 1916 der Entente an. Am 27. August erklärte Rumänien Österreich-Ungarn den Krieg, und rumänische Truppen begannen Siebenbürgen zu besetzen. Der Feldzug endete aber nach ein paar Wochen mit mehreren Niederlagen der Rumänen gegen österreichisch-ungarische, deutsche und bulgarische Truppen. Rumänien wurde von Österreich-Ungarn fast vollständig besetzt und mit dem Land im Mai 1918 Frieden geschlossen.
Die letzten Monate des Krieges führten in Siebenbürgen zu blutigen Zusammenstößen zwischen ungarischen ultranationalistischen Vereinigungen und pro-rumänischen Separatisten. Einige prominente rumänische Politiker und Persönlichkeiten aus dem Gebiet flohen nach Rumänien und bildeten im Juni 1917 eine eigene Legion innerhalb der rumänischen Armee, die bis zum Ende des Krieges auf der Seite der Entente kämpfte.
Am 31. Oktober 1918 erklärte Ungarn seinen Austritt aus der Realunion mit dem Kaisertum Österreich, und Österreich-Ungarn endete. Siebenbürgen blieb noch bis November 1918 Teil Ungarns und erklärte am 1. Dezember seine Vereinigung mit Rumänien.

## Politik und Verwaltung
Das Großfürstentum Siebenbürgen war seit seiner Gründung 1765 ein Land der ungarischen Krone und ab 1804 ein Kronland des Kaisertums Österreich. Seit dem Februarpatent 1860 war das Land eine konstitutionelle Monarchie mit einem eigenen gewählten Landtag.

### Verwaltungsgliederung

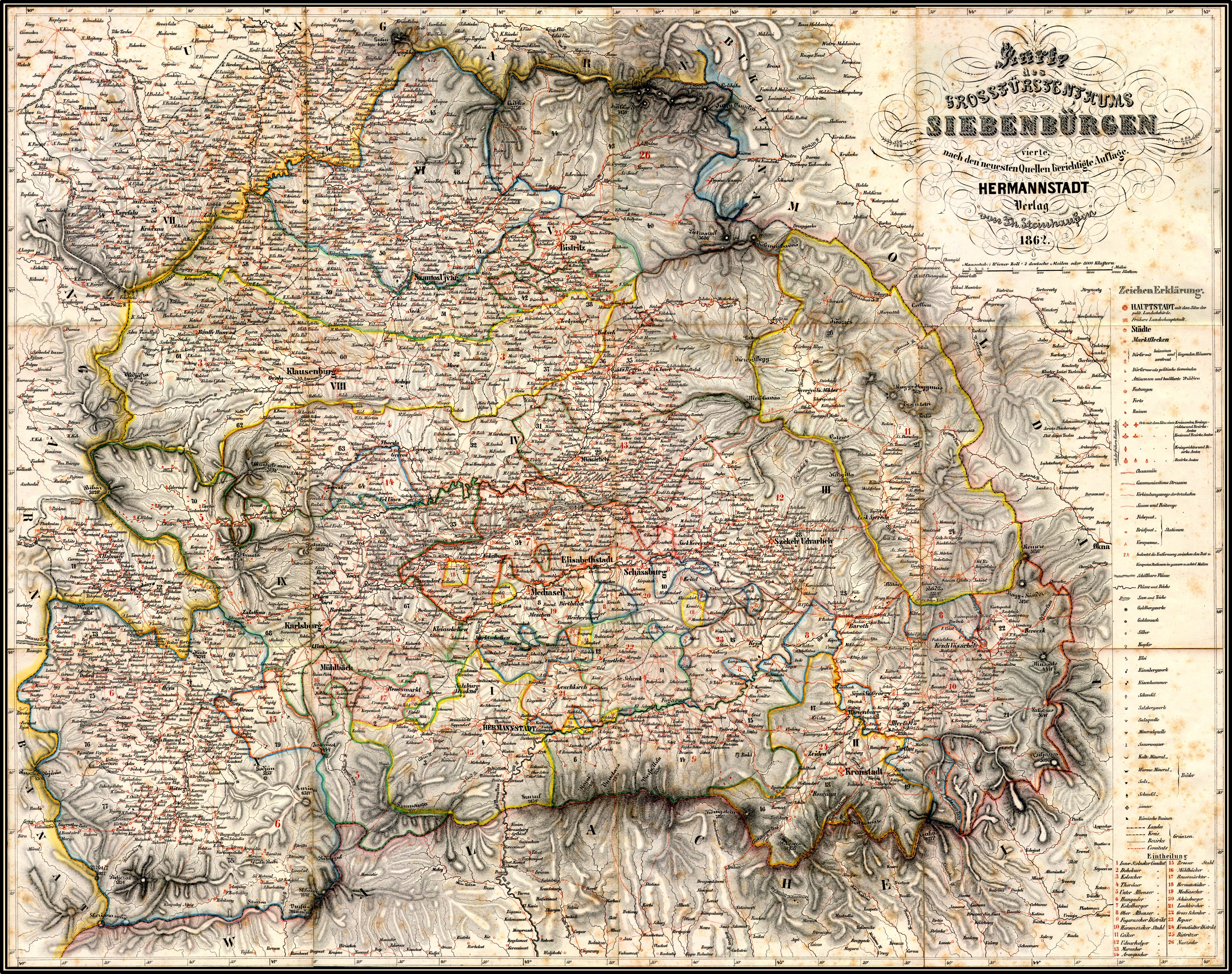
Großfürstentum Siebenbürgen 1862

Das Großfürstentum Siebenbürgen war in Komitate, Stühle und Distrikte mit unterschiedlicher rechtlicher Stellung eingeteilt. Das Szeklerland und die Stühle und Distrikte der Siebenbürger Sachsen auf Königsboden verfügten über weitreichende Autonomierechte. Neben dem Gebiet des historischen Siebenbürgens umfasste das Großfürstentum auch Teile des Partiums (Mittel-Solnok, Kraszna, Kövar und Zaránd).

#### Komitate
- Mittel-Solnok (Közép-Szolnok)
- Kraszna
- Distrikt Kövar (Kővárvidék)
- Inner-Solnok (Belső-Szolnok)
- Doboka
- Klausenburg (Kolozs)
- Thorenburg (Torda)
- Weißenburg (Fehér)
- Kokelburg (Küküllő)
- Zaránd
- Hunyad
- Fogarascher Distrikt (Fogarasvidék)

#### Szeklerstühle
- Aranyos
- Maros
- Udvarhely
- Csik (der Filialstuhl Gyergyó war zeitweilig ein eigenständiger Stuhl)
- Háromszék (die "Drei Stühle": Sepsi, Kézdi und Orbai)

#### Stühle und Distrikte der Sachsen
- Sieben Stühle: Hermannstadt, Broos, Mühlbach, Reußmarkt, Leschkirch, Schenk, Reps, Schäßburg
- Zwei Stühle: Mediasch (und Schelk)
- Kronstädter Distrikt
- Bistritzer Distrikt

Die ungarische Reichshälfte und ihre Komitate ab 1883

Nach dem Österreichisch-Ungarischen Ausgleich und der Wiedereingliederung Siebenbürgens in das Königreich Ungarn im Jahr 1867, wurde
das Gebiet des Großfürstentums im Jahr 1876 neu in 16 Komitate eingeteilt:
- Alsó-Fehér (Unterweissenburg)
- Besztercze-Naszód (Bistritz-Nassod)
- Brassó (Kronstadt)
- Csík
- Fogaras (Fogarasch)
- Háromszék
- Hunyad
- Kolosz (Klausenburg)
- Maros-Torda
- Kis-Küküllő (Kleinkokelburg)
- Nagy-Küküllő (Großkokelburg)
- Szeben (Hermannstadt)
- Szilágy
- Szolnok-Doboka
- Torda-Aranyos
- Udvarhely

### Großfürsten
Die Habsburger Monarchen regierten als Apostolische Könige von Ungarn in Personalunion das Großfürstentum. Ihre Herrschaft wurde durch einen Gubernator (Gouverneur) vertreten. Den Fürstentitel trugen die Habsburger in ihrem Großen Titel auch nach der Auflösung des Kronlandes 1867 bis 1918. Folgende Monarchen trugen den Titel:
- Maria Theresia (1765–1780)
- Joseph II. (1780–1790)
- Leopold II. (1790–1792)
- Franz II. (1790–1835)
- Ferdinand V. (1835–1848)
- Franz Joseph I. (1848–1867)

## Wirtschaft

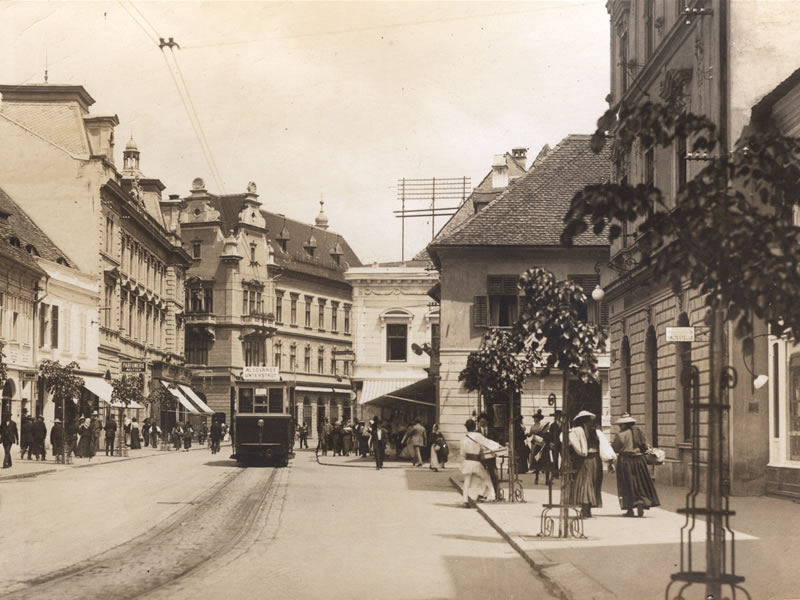
Die Hauptstadt Hermannstadt, um 1900

1895 verteilte sich die Bodenfläche auf 1.412.556,35 Hektar Ackerland, 1.013.562,70 ha Wiesen, 22.427,57 ha Weingärten, 666.031,64 ha Weiden, 2.289.679,40 ha Waldungen und 2.627,84 ha Rohrbestände. Der Hauptanbau bestand in Getreide, Hafer und Wein. Auch die Viehzucht und Imkerei wurden intensiv betrieben.
An Rohstoffen verfügte das Großfürstentum über Gold, Silber, Kupfer, Blei, Eisen, Quecksilber, Steinsalz, Antimonium, Arsenik, Farberde, Marmor, Chrysolith, Amethyst, Opal, Achat, Porzellanerde, Steinkohle, Schwefel, Alaun, Salpeter und Mineralquellen.
Das Land verfügte über eine kleine Industrie. An größeren Mengen wurden Papier, Baumwollzeug und Töpfergeschirr fabriziert. Zusätzlich gab es noch einige Brennereien für Wein, Ziegeleien, Mühlen (unter anderem Ölmühlen und Sägemühlen), Schmelzwerke für Eisen, Hammerwerke, Walzwerke etc.
Das Verkehrsnetz profitierte von der Lage des Landes zwischen dem Rest Ungarns und Rumäniens, blieb jedoch im Vergleich zum Durchschnitt der Kronländer der Doppelmonarchie unterentwickelt.